# Oksana Kazakova
Oksana Borisovna Kazakova (Russisch: Оксана Борисовна Казакова) (Leningrad, 8 april 1975) is een Russisch voormalig kunstschaatsster. Kazakova en haar voormalige schaatspartner Artoer Dmitrijev werden in 1998 olympisch kampioen bij de paren. Dmitrijev schaatste tot en met 1994 met Natalja Misjkoetjonok, met wie hij in 1992 ook al olympisch goud veroverde.

## Biografie

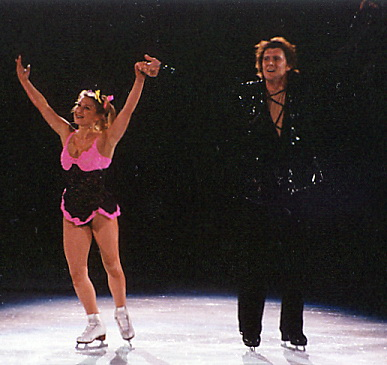
Kazakova met haar schaatspartner Artoer Dmitrijev (2002)

Kazakova was als kind ziekelijk, waardoor ze in 1979 door haar ouders op kunstschaatsles werd gezet. Ze had kennelijk talent, want drie jaar later al mocht ze lid worden van Yubileyny Sports Palace, een gerenommeerde Russische kunstschaatschool. Ze werd vanaf haar dertiende actief in het paarrijden. Kazakova schaatste vier jaar met Andrej Mochov. Het jonge kunstschaatspaar werd in 1991 vierde bij de WK voor junioren.
Haar coaches koppelden haar in 1991 aan Dmitri Soechanov, die twee jaar eerder met Jevgenia Tsjernysjova wereldkampioen bij de junioren werd. Ook met hem schaatste Kazakova vier jaar. Ze namen deel aan de WK in 1993 en werden er 15e. Sinds 1995 vormde ze een paar met Artoer Dmitrijev. Na goud bij de EK 1996 en brons bij de WK 1997 wonnen de twee ten slotte olympisch goud bij de Olympische Winterspelen in Nagano.
Kazakova is sinds 2016 getrouwd met de voormalige biatleet Joeri Kasjkarov; ze is twee keer eerder gehuwd geweest. In 2005 werd ze moeder van een dochter.

## Belangrijke resultaten
1990/91 met Andrej Mochov, 1991-1995 met Dmitri Soechanov (tot 1992 voor de Sovjet-Unie uitkomend, daarna voor Rusland)
1995-1998 met Artoer Dmitrijev (voor Rusland uitkomend)
| Kampioenschap           | 90/91 |               | 91/92         | 92/93         | 93/94         | 94/95         |               | 95/96         | 96/97         | 97/98 |
| ----------------------- | ----- | ------------- | ------------- | ------------- | ------------- | ------------- | ------------- | ------------- | ------------- | ----- |
| Olympische Spelen       |       |               |               |               |               |               |               | Goud          |               |       |
| Wereldkampioenschap     |       |               | 15e           |               |               | 5e            | Brons         | t.z.t.        |               |       |
| Europees kampioenschap  |       |               |               |               |               | Goud          |               | Zilver        |               |       |
| Grand Prix-finale       |       |               |               |               |               |               | Zilver        | Brons         |               |       |
| Nationaal kampioenschap |       | 4e            | 4e            | 5e            | 4e            | Brons         | 4e            | Brons         |               |       |
| WK junioren             | 4e    | geen deelname | geen deelname | geen deelname | geen deelname | geen deelname | geen deelname | geen deelname | geen deelname |       |

1908: Anna Hübler / Heinrich Burger ·
1920: Ludovika Jakobsson / Walter Jakobsson ·
1924: Helene Engelmann / Alfred Berger ·
1928: Andrée Joly / Pierre Brunet ·
1932: Andrée Brunet / Pierre Brunet ·
1936: Maxi Herber / Ernst Baier ·
1948: Micheline Lannoy / Pierre Baugniet ·
1952: Ria Baran / Paul Falk ·
1956: Sissy Schwarz / Kurt Oppelt ·
1960: Barbara Wagner / Robert Paul ·
1964: Ljoedmila Belooesova / Oleg Protopopov ·
1968: Ljoedmila Belooesova / Oleg Protopopov ·
1972: Irina Rodnina / Aleksej Oelanov ·
1976: Irina Rodnina / Aleksandr Zajtsev ·
1980: Irina Rodnina / Aleksandr Zajtsev ·
1984: Jelena Valova / Oleg Vasiljev ·
1988: Jekaterina Gordejeva / Sergej Grinkov ·
1992: Natalja Misjkoetjonok / Artoer Dmitrijev ·
1994: Jekaterina Gordejeva / Sergej Grinkov ·
1998: Oksana Kazakova / Artoer Dmitrijev ·
2002: Jelena Berezjnaja / Anton Sicharoelidze en Jamie Salé / David Pelletier ·
2006: Tatjana Totmjanina / Maksim Marinin ·
2010: Shen Xue / Zhao Hongbo ·
2014: Tatjana Volosozjar / Maksim Trankov ·
2018: Aliona Savchenko / Bruno Massot ·
2022: Sui Wenjing / Han Cong